# 정상숙
정상숙(1980년 2월 26일~)은 대한민국의 장애인 탁구 선수로, 2012년 하계 패럴림픽에서 은메달을 획득했다.